# París (apellido)
París es un apellido con origen toponímico en la capital de Francia y expandido a Canadá, España, Argentina, Perú, Chile, Costa Rica, Venezuela y Colombia, y con origen patronímico del nombre latino "Paritius", del cual también se formaron los apellidos Aparicio, Aparisi, Aparici, Parici, Paris y Parisi.

## Significado
Como palabra encuentra su relación más antigua con el joven príncipe Paris, causante de la guerra que el rey Menelao inició contra Troya para recuperar a su esposa Helena, y aunque hay evidencia de la existencia del reino y de los protagonistas de La Ilíada, no se ha establecido una conexión entre el París del siglo XII antes de Cristo y los portadores del apellido en Europa. 
Este nombre reaparece en el siglo II antes de Cristo, con la llegada a la Galia de los parisii, tribu celta proveniente de un pueblo antiguo compuesto por tribus bárbaras que habitaban el Centro y el Occidente de Europa. Los Parisii se instalaron en una isla del río Sena llamada La Citée, en donde levantaron una fortificación a la que denominaron Lutecia. En 52, las tropas del Imperio Romano atacaron la isla, provocando que sus habitantes la incendiaran antes de permitir su toma. Tiempo después, y a pesar de su destrucción, surgió en defensa de Lutecia el legendario Vercingétorix.
La población se expandió hacia la margen izquierda del río, y comenzó a ser denominada en la Galia romana como la ciudad de los parisinos o Paris. Este nombre proviene del céltico par, especie de embarcación, y gioys, en composición ys, que significa hombre, de donde par-ys significaría hombre de barcos, resultado concordante con la historia de la tribu, pues esta se caracterizaba por su gran actividad comercial apoyada en la navegación. Este es el origen toponímico del apellido.
Sin embargo, existen otras tesis sobre el significado de París. Una habla de Paris como apellido patronímico, calificándolo como derivado del nombre del fundador del apellido, dándole en consecuencia el significado de hijo o descendiente de Paris, nombre que efectivamente existió en el Medioevo pero que era poco frecuente. Otra explicación le da a Paris el significado de hijo de un par o señor feudal, obtenido en par con la terminación celtohispánica is con forma del genitivo de la declaración latina que indica relación de propiedad o pertenencia y en castellano lleva la preposición de y equivalente al iz en los apellidos de éste origen.
Otra tesis sostiene que Paris como nombre propio se deriva de la forma ilirica voltuparis o bien assoparis que significa halcón; pero si la palabra es acentuada, puede tener origen toponímico , derivándose del nombre del lugar donde vivió o tuvo propiedades el primer portador del apellido, considerándose como el significado más certero el de procedente o natural de Paris.

## Origen
El apellido París ha surgido fuera de la capital francesa, generándose nobles linajes en diferentes regiones de Francia, no solo en los siglos remotos sino también en los más recientes, destacándose los Paris de La Champagne, los Paris de Midi y los París de Bretaña. También se expandió el apellido a la zona del País Vasco y Aquitania, apareciendo en Navarra el padre Pedro de París, obispo de Pamplona, fundador del monasterio de los Padres Bernardos en Iranzu. Posteriormente figura en el barrio de Elizalde de la villa de Usúrbil, del partido de San Sebastián en Guipúzcoa, don Ochoa de París, quien en 1397 representó a la villa en la junta general de Guetaria. Luego, en 1402, un Ochoa Pérez de París fue elegido árbitro para resolver una disputa entre el señor de Leizalde y el señor de Achiega.
Más tarde aparece Charles París, padre de Matías París, natural de Escaroz, casado con Graciana Ochoa, natural de Ochagavía, con quien tuvo por hijos a Juan y Pierre Angelo París Ochoa. Don Juan París se casó con Juana Sarriés, nacida en Izalzu del hogar de Juan Echeverri y Juana Sarriés, y tuvo por hijo a Juan Francisco Paris Ochoa, quien probó su nobleza en la Orden de Calatrava en 1746. Don Pierre Angelo París se estableció en el Sur de Francia como Señor de Faldarón en Jatrou, descendiendo de él personajes destacados como Jean París D'Etcheverry, Señor de Chorropila D'Amotz, Juan Bautista París Arotzemena, radicado en Cuba a finales del siglo XIX, Fernando Fernández Cavada y París, conde de la Vega Del Pozo, y Pierre París Cocullet, con descendencia en Venezuela.
Existe otra rama cuyo origen se deriva de un caballero español, que por haber realizado tal hazaña para entrar a París en el cuarto conflicto con el rey Francisco I, fue premiado por el rey Carlos I de España con las armas de la capital francesa. Sería uno de sus descendientes don Tomás París y Torres, nacido en Madrid el 20 de mayo de 1650, casado con María Martínez y padre de Francisco París Martínez, nacido en Madrid el 2 de agosto de 1677.

## París en España
Francisco París Martínez contrajo nupcias con Inés Marín Barbero y formó su hogar en Chinchón, en donde nacieron Marcelino París y Francisco Vicente París Marín. El primero formó su hogar con Isabel Palomares y fue padre de Dionisio París Palomares, casado con Teresa Cañaveral, quien dio a luz a Francisco París Cañaveral, que a su vez unió su vida a Micaela Cano, teniendo por hijos a Dolores, Luisa y Fernando París Cano, de los cuales se sabe que Dolores se casó con Vicente Martínez Lambronelo, naciendo de esta unión Eusebia Martínez París en 1861.
Don Francisco Vicente París Marín nació el 2 de noviembre de 1721. Fue secretario de cartas de don José Ignacio de Solís y Gantel, segundo duque de Montellano. Contrajo matrimonio por primera vez con Antonia Parra, teniendo por hijos a Alfonsa y Juan Francisco París Parra (capitán general de Nueva España pero sin descendencia conocida en ese territorio); y celebró segundas nupcias con Vicenta Álvarez Siruelo, natural de Madridejos, hija de Juan Álvarez Siruelo e Isabel Vollero, naciendo de esta unión José Martín París Álvarez, fundador del apellido en Colombia.
Figura como nacido en Chinchón hacia 1725 don Julián París, padre con Josefa Clérigo de Cienponzuelos de Juan Antonio París, quien fue a su vez padre de Manuel Antonio París, nacido en Villafranca del Bierzo en 1794 y de quien fue hijo Domingo París Iztueta, nacido en San Sebastián.
Otra rama puede localizarse en Segovia, donde don Simón de París († Segovia, 4 de diciembre de 1669) casó con doña María de Arroyo († Segovia, 15 de noviembre de 1694) y tuvieron por hija a doña María París de Arroyo (Segovia, 29 de octubre de 1669). Doña María París casó en Segovia el 10 de noviembre de 1686 con don Antonio Sisí Dueme (1666-1741), teniendo varios hijos entre los que destacó Miguel de Sisi (1694-1765).

## París en Costa Rica
El general bogotano Rafael Julián París Rubio se radicó en Puntarenas a finales del siglo XIX y dio origen al apellido en este país centroamericano. Se destacó en el plano político su nieto Rafael París Steffens, presidente de la Asamblea de diputados y candidato a la vicepresidencia de la República; y en el deporte la nadadora olímpica María del Milagro París Coronado y el dirigente deportivo y abogado Alberto París Chaverri (1943-1999), Presidente del equipo de fútbol Municipal Puntarenas y candidato a diputado por la Provincia de Puntarenas.

## París en Colombia
El apellido París llegó a Colombia en 1769 con José Martín París Álvarez, quien contrajo matrimonio con Genoveva Ricaurte y estableció una familia muy notable, centro de la sociedad santafereña y que luego aportó siete próceres a la independencia del país: José Ignacio París Ricaurte, Manuel París Ricaurte, Mariano París Ricaurte, Antonio París Ricaurte, Joaquín París Ricaurte, Dolores Vargas París y su padre José Ignacio Vargas Tavera. De esta familia han ocupado la Presidencia de Colombia los generales Rafael Urdaneta Faría, José María Melo y Gabriel París Gordillo; la Designatura presidencial el general Joaquín París Ricaurte; ministros de Estado Gabriel París Gordillo, Fernando Hinestrosa y Carlos Ronderos Torres; comandantes del Ejército los generales Daniel Delgado París, Iván Berrío Jaramillo y Guillermo Jaramillo Berrío; comandante de la Armada el almirante Mauricio Soto Gómez; empresarios destacados como José Ignacio París Ricaurte exportador de esmeraldas; Guillermo París Sanz de Santamaría, pionero del transporte de pasajeros; Enrique París Prieto, pionero de la ganadería; Aurelio París Sanz de Santamaría terrateniente y filántropo; Guillermo Ponce de León París, fundador de Levapan; Roberto Arias Pérez, fundador de Colsubsidio; Guillermo Ronderos Durán, fundador de Cementos Hércules; Henrique París Zamudio, pionero de la educación a distancia; Enrique París Sarmiento, pionero de la radio FM; en el liderazgo gremial, José Antonio París Chiappe, presidente de Asmedas, y Guillermo Henrique Gómez París, presidente de Acoga; en el activismo social Natalia Ponce de León; y en las artes Jorge Villamizar Iregui, Natalia París Gaviria y Matt Paris.